# Mönchhagen
Mönchhagen – miejscowość i gmina w Niemczech,  w kraju związkowym Meklemburgia-Pomorze Przednie, w powiecie Rostock, wchodząca w skład związku gmin Rostocker Heide.